# 아스페른-에슬링 전투
아스페른-에슬링 전투는 1809년 5월 21일에서 5월 22일 사이에 벌어진 전투로 빈(Vienna) 근처에서 나폴레옹이 도나우강(Danube)을 건너기 위해 시도한 전투이다. 그러나 프랑스와 그 동맹군은 카를 대공(Archduke Charles) 휘하의 오스트리아군의 공격에 의해 물러나야만 했다. 이 전투는 10년 동안 진 적이 없던 나폴레옹이 직접 지휘한 프랑스군이 최초로 패배한 전투로 기록되어 있다.

## 배경
나폴레옹이 빈을 함락시키는 와중에 도나우강을 건너는 다리가 무너져 버렸다. 한편 카를 대공이 지휘하는 부대는 왼쪽 강변에 있는 코르노이부르크(Korneuburg) 근교의 비삼베르크(Bisamberg)에 주둔하였다. 프랑스군은 도나우강을 작은 수로로 나누는 무수한 섬들 중 하나인 로바우(Lobau)를 도하 지점으로 선택하여, 이곳을 통해 도나우강을 건너려 하였다. 신중한 준비 끝에 5월 19일에서 20일 동안 오른쪽 강변에서 로바우로 향하는 프랑스군의 다리가 세워졌고, 얼마 안 가 프랑스군은 섬을 장악할 수 있었다. 20일 저녁까지 프랑스군의 대다수가 섬에 집결할 수 있었고, 나머지는 도나우강에서 강을 건너기 위해 대기하고 있었다. 로바우와 좌측 강가 사이에 다리가 놓였다. 마세나(Masséna) 원수 휘하의 군단이 냉큼 강을 건너 좌측 강가에 도달했고, 오스트리아군의 전초부대와 격전을 벌였다. 티롤(Tyrol)과 보헤미아(Bohemia)에서 군이 출진하여 후방에 강력한 공격을 가했음에도 불구하고 나폴레옹은 이를 막는 병력을 제외한 모든 병력으로 하여금 강을 건너게 하였고, 21일 세벽이 될 무렵 약 40,000명의 병력이 도나우강 좌측에 위치한 너른 평원이며 훗날 바그람 전투(Battle of Wagram)의 전장이 되는 마르히펠트(Marchfeld)에 집결하였다.
카를 대공은 프랑스군의 도강을 저지하지 않았다. 카를 대공은 적당한 숫자의 프랑스군이 강을 건너고, 강을 건널 준비를 하는 프랑스군이 이미 도강한 프랑스군을 지원하지 못할 상황에 기습을 가할 생각이었다. 나폴레옹 역시 공격의 위험성을 충분히 받아들이고 있었다. 그렇기 때문에 나폴레옹은 가능한 모든 부대를 전장에 집결시켜 이동시간을 최소화하려 하였다. 마르히펠트에 있는 나폴레옹의 군대는 북쪽을 향하여 다리의 전면에 늘어섰다. 이렇게 배치된 프랑스군의 좌익은 아스페른(그로스 아스페른Gross-Aspern)에 위치했고, 우익은 에슬링(혹은 에슬링겐Esslingen)에 위치했다. 두 곳은 모두 다뉴브 강에 가까이 붙어있었고 그렇기 때문에 적에게 넘겨줘서는 안 되는 곳이었다. 아스페른은 사실, 도나우강의 강변이라기보다는 강의 지류중 하나에 접해 있었다. 프랑스군은 마을 사이에 빈 공간을 채우고 지원 부대가 전열을 구성할 수 있도록 앞으로 이동하였다.
요한 폰 힐러(Johann von Hiller)(Ⅵ), 하인리히 그라프 폰 벨레가르드(Heinrich Graf von Bellegarde)(Ⅰ), 그리고 프란츠 자비에르 프린스 추 호엔촐레른-헤힝겐(Franz Xavier Prince zu Hohenzollern-Hechingen)(Ⅱ)이 지휘하는 오스트리아군은 아스페른 방면에 집결하였다. 한편 프란츠 퓌르스트 폰 로젠베르크-오르시니(Franz Fürst von Rosenberg-Orsini)(Ⅳ)는 에슬링을 공격했다. 중앙에 있던 리히텐슈타인의 요한 공(Prince Johann of Liechtenstein's)의 오스트리아 기병대는 오스트리아군 종대의 머리부분을 공격하려 하는 프랑스군에 대응하여 움직일 준비를 하였다. 21일 동안 프랑스군이 도하를 준비하는 다리는 물살이 거세짐에 따라 갈수록 위험한 상황에 처했다. 그러나 프랑스군은 휴식시간도 없이 하루 종일 강을 건넜으며 밤에도 마찬가지였다.

## 첫째 날

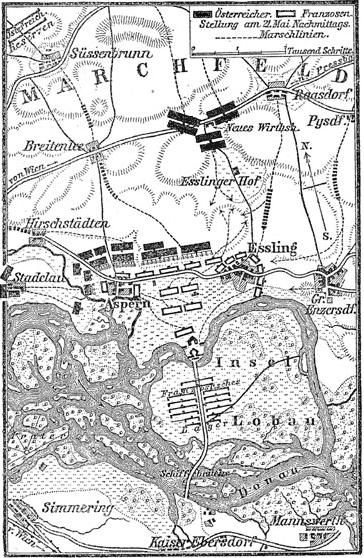
1809년 5월 21일 프랑스(흰색)와 오스트리아(검은색)의 배치.

전투는 아스페른에서 먼저 실시되었다. 힐러가 공격을 시도하여 마을을 함락시켰으나, 이내 마세나 원수가 탈환하였다. 마세나 원수는 마렝고(Marengo)에서 보여주었던 끈기로 오스트리아군의 공격을 완고하게 막아내었다. 프랑스 보병대는 이 전쟁 초반에는 보여주지 못했던 뛰어난 용맹을 선보이며 오스트리아군과 싸웠다.
세 개의 오스트리아 부대는 마을의 반도 점거하지 못했다. 아스페른의 주요 거점 요새는 마세나가 끈질기게 방어하고 있었고, 밤이 되어서야 함락되었다. 그러는 동안 두 마을 사이와 다리의 앞부분에 있던 프랑스의 전군이 전장에 투입되어 오스트리아군의 측면을 공격하였다. 나폴레옹은 부대를 나누어 일부 보병대를 중앙의 전면으로 이동시켰고, 기병만으로 이루어진 부대에게 명령을 내려 긴 열을 이루어 아스페른을 공격하던 오스트리아 포병대에게 공격할 것을 명했다. 프랑스군의 1차 돌격은 오스트리아군에게 격퇴 당했으나, 두 번째 흉갑기병(cuirassires)의 공격은 성공하였다. 프랑스 기병대는 오스트리아군의 포를 탈취하고 여세를 몰아 호엔촐레른 휘하의 보병 방진에 공격을 가하고 리히텐슈타인(Lichtenstein)의 기병 부대의 공격에 저항하였다. 그러나 이들은 이 이상의 행동을 할 수는 없었기에 종국에는 퇴각하여 원래 위치로 돌아갔다.
이 와중에 에슬링에서의 전투도 아스페른 못지 않게 치열하게 전개되었다. 프랑스 중기병대는 로젠베르크 부대의 측면에 강렬한 돌격을 감행하여 로젠베르크 부대의 공격을 지연시켰다. 마을에서는 란 원수가 한 개의 분대만을 이끌고 첫날의 전투가 끝나는 밤까지 저항을 계속하였다. 양측은 야영을 시작했다. 그 중에서 아스페른의 프랑스군과 오스트리아군은 서로의 피스톨 사정거리 안에서 숙영을 하였다. 황제는 비록 전세가 불리하였지만 낙담하지 않았고, 가용병력을 최대한 전장으로 불러오기 위해 노력을 다하였다. 밤중에도 많은 수의 프랑스군이 강을 건너 전장에 도착하였다.

## 둘째날

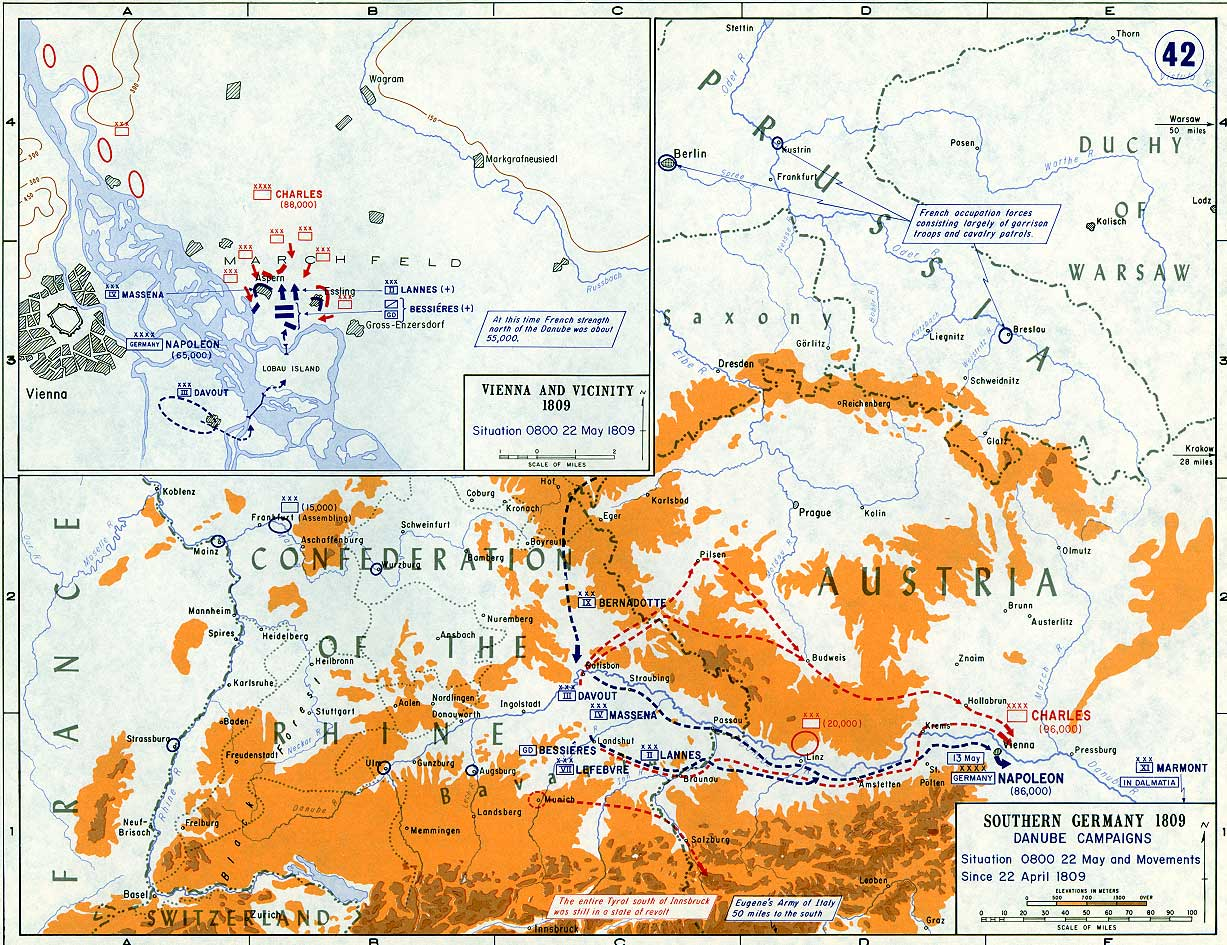
1809년 5월 22일 아스펜-에슬링 전투에서 전략적 배치.

22일 새벽이 막 밝아올 무렵 전투가 계속되었다. 마세나는 서서히 아스페른의 적들을 격파하였으나, 같은 시간 로젠베르크는 에슬링에 강습을 시도하였다. 그러나 란은 치열하게 저항했고, 생 일레르(St Hilaire) 사단의 지원을 받아 로젠베르크를 물리쳤다. 아스페른에서 마세나는 힐러와 벨레가르드의 반격을 받아 물러나야만했다.
그러는 동안 나폴레옹은 오스트리아군의 본대에 총공격을 시도했다. 프랑스군 본대의 총 병력, 그리고 좌익에 있는 란의 병력과 예비 기병대가 앞으로 진군하였다. 로젠베르크의 우익과 호엔촐레른의 좌익 사이에 위치한 오스트리아군의 전열이 쉽게 붕괴되었다. 승리는 프랑스군에게 돌아가는 듯하였다. 그러나 카를 대공이 남은 예비부대를 이끌고 전장에 나타났고, 대공은 직접 손에 군기를 들고 병사들을 인도하였다. 란의 부대에 오스트리아군의 공격이 집중되었으며, 란은 이를 저지하려 하였으나 실패하였고, 전 전선에 걸쳐 프랑스군은 물러나기 시작했다. 아스페른은 오스트리아군의 손에 떨어졌다. 이런 상황에서 심각한 소식이 나폴레옹에게 날아들었다. 이미 예전에 부서진 적이 있던 도나우강의 다리가 오스트리아군에 의해 강 하류로 흘러 내려간 거대한 바지선에 의해 부서졌다는 보고였다.
나폴레옹은 결국 공격을 중지해야했다. 에슬링은 다시금 로젠베르크의 공격을 받아야했다. 그러나 프랑스군은 이를 격퇴하였다. 이에 로젠베르크는 프랑스군 본대의 측면을 공격하였고, 서서히 가장자리로 물러났다. 프랑스군은 퇴각하기 시작했고, 이 퇴각으로 엄청난 피해를 입었으나, 란의 활약으로 프랑스군은 도나우강에 수장되는 꼴을 면했다. 양측이 서로 엄청난 피해를 입었기 때문에 전투를 더 이상 수행할 수 없게 되었고, 이로써 전투가 종결되었다.

## 영향

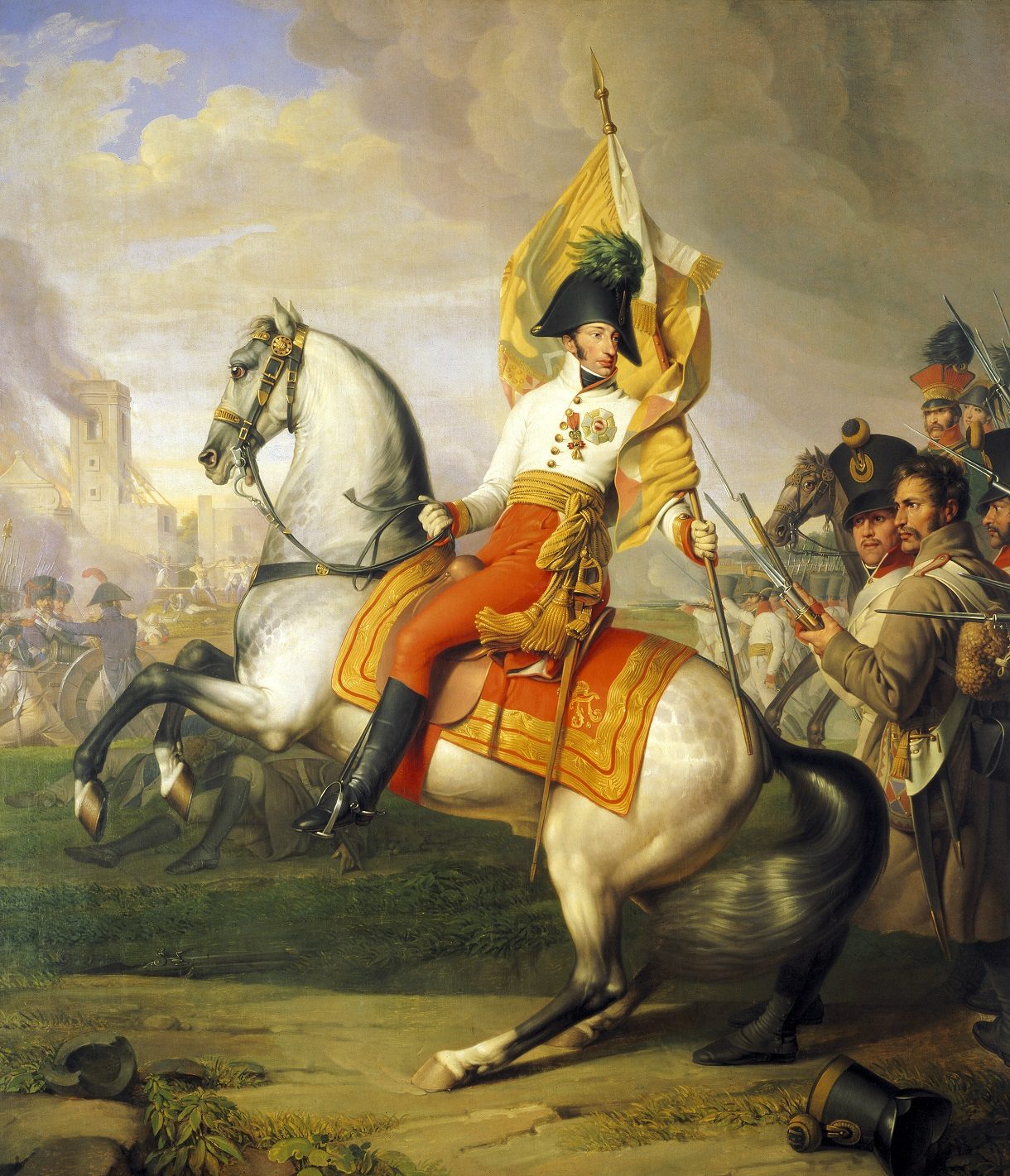
아스페른-에슬링 전투에서 승리한 카를 대공.

프랑스군은 나폴레옹 휘하의 유능한 원수이자 친한 친구이기도 한 장 란 원수(Marshal Jean Lannes)를 포함하여 20,000명이 넘는 병력을 잃었다. 란 원수는 오스트리아군의 포격에 치명상을 입은 후에 이 상처로 인해 생명이 위독한 상태가 되었으며 그 달 말에 사망하였다. 오스트리아 군 역시 비슷한 피해를 입었으나, 지난 10년간 단 한 번도 이겨보지 못한 나폴레옹에게서 최초의 주요한 승리를 거둘 수 있었다. 이 승리는 오스트리아군이 1800년과 1805년의 비극적인 패배로부터 얼마나 성장하였는지를 보여주는 사건이다.
프랑스군은 섬으로 퇴각하였고 22일 밤 마지막 다리가 수리되었다. 프랑스군은 로바우에서 지원군이 오기를 기다렸다. 오스트리아군은 프랑스군의 재정비를 허용함에 따라 승리를 이용하여 프랑스군을 몰아붙이는 데 실패하였다. 한 달 후 프랑스군은 두 번째로 도나우강을 건너려 하고, 양군은 바그람에서 다시금 결전을 벌이게 되었다.
(Löwe von Aspern, Lion of Aspern)는 이 전투를 기념하는 기념비이다.

## 기록

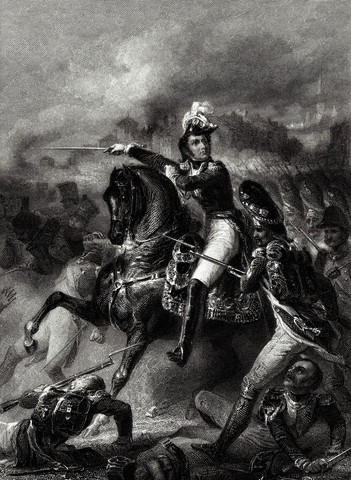
에슬링 전투를 지휘하는 장 란원수.

프랑스의 작가 파트릭 랑보(Patrick Rambaud)는 "전투"(La Bataille)라는 제목으로 이 전투를 소설적으로 기록하였다. 이 소설은 나폴레옹 시대의 전투에 관하여 흔치 않은 일인칭 시점의 묘사를 보여줄 뿐만 아니라 나폴레옹, 마세나, 란과 같은 유명한 장군들에 대하여도 상세하게 기록하고 있다. 이 책에 사용된 기록들이나 프랑스군의 모습, 전쟁묘사들은 기본적으로 프랑스 작가 오노레 드 발자크(Honoré de Balzac)의 기록을 따랐다.
군의 외과의였던 도미니크 장 라리(Dominique-Jean Larrey) 역시 이 전투에 대하여 자신의 기억에 따라 기록을 하였고, 자신이 어떻게 병자들에게 화약과 말고기 스프를 섞어 먹었는지 언급하고 있다.

## 참조
1. 1 2  Chandler, D. Dictionary of the Napoleonic Wars, MacMillan (1979)
2. 1 2  Castle, I. Aspern/Wagram (1809), Osprey (1990)
3. ↑  Parker, Harold T. (1983 reprint) Three Napoleonic Battles. (2nd Ed). Duke University Press. ISBN 0-8223-0547-X. Page 83 (in Google Books). Referencing Dominique-Jean Larrey, Mémoires de chirurgie militaire et campagnes, III 281, Paris, Smith.
4. ↑  Larrey is quoted in French by Dr Béraud, Études Hygiéniques de la chair de cheval comme aliment, Musée des Familles (1841-42).